# Ur-Nammu
Ur-Nammu, Ur-Namma, Ur-Engur ali Ur-Gur (sumersko 𒌨𒀭𒇉) je bil ustanovitelj sumerske Tretje urske dinastije v južni Mezopotamiji, ki je vladal od okoli 2112 do 2095 pr. n. št. (srednja kronologija) ali morda okoli 2047 do 2030 pr. n. št. (kratka kronologija). Tretja urska dinastija je prevzela oblast po nekaj stoletjih akadske in gutske vladavine.  Njegov glavni dosežek je bila ustanovitev trdne države. Znan je predvsem po Ur-Nammujevem zakoniku, najstarejšem znanem zakoniku na svetu. Naslavljal se je s  "kralj Ura, kralj Sumera in Akada".

## Vladanje
Po Seznamu sumerskih kraljev je Ur-Nammu vladal osemnajst let. Znana so imena sedemnajstih let njegovega vladanja, njihov vrstni red pa ni  zanesljiv. Eno od let omenja uničenje Gutske dinastije, dve leti pa, zgleda, njegove zakonodajne reforme  ("Leto, v katerem je kralj Ur-Namu vzpostavil  red  v odnosih (med ljudmi v državi) od spodaj navzgor", "Leto v katerem je Ur-Namu v državi vzpostavil pravičnost").
Med njegove vojaške  podvige spada zmaga nad Lagašem in poraz njegovih nekdanjih gospodarjev v Uruku. Po zmagah je bil priznan kot regionalni vladar Ura, Uruka in Eriduja in kronan v Nipurju. Domneva se, da je veliko zgradb v Nipurju, Larsi, Kišu, Adabu in Umi njegovo delo.  Znan je bil po tem, da je ponovno vzpostavil sistem cest in splošni red v državi.  Zdaj je znano, da se je vladavina Puzur-Inšušinaka v Elamu prekrivala z Ur-Namujevo vladavino. Ur-Nammu, ki se je naslavljal s  "kralj Sumerja in Akada", je verjetno na začetku svoje vladavine ponovno osvojil ozemlja v osrednji in severni Mezopotamiji, ki jih je okupiral Puzur-Inšušinak, morda na račun Gutov, preden se je odpravil na Suso.
Ur-Nammu je zaslužen tudi za gradnjo več ziguratov, vključno z Velikim ziguratom v Uru.

## Smrt
Ur-Namu je bil ubit v bitki z Guti, potem ko je njegova vojska pobegnila z bojišča. Po smrti je bil pobožen. Nasledil ga je sin Šulgi. Njegovo smrt v bitki opeva elegija Ur-Namujeva smrt.

## Imena Ur-Namujevih let
Znani je več imen let Ur-Nammujevega vladanja, v katerih so dokumentirani najpomembneši  dogodki tistega leta:
Leto:  "Ur-Nammu (je) kralj"
Leto: "Ur-Nammu razglasi amnestijo v svoji državi"
Leto: "V Uru je bilo zgrajeno obzidje"
Leto: "Kralj prejme  kraljevanje Nipurja"
Letor: "Zgrajen Nanov tempelj"
Leto: "Izkopan je bil kanal  A-Nintu"
Leto: "Dežela Gutov je bila uničena"
Leto: "Bog Lugal-bagara je bil prinešen v tempelj"
—  Imena let Ur-Nammujevega vladanja

## Najdbe
- Ur-Nammujev zakonik
- Zidak z odtisom imena kralja Ur-Nammuja; ime mesta Nipur je zapisano v arabski pisavi, ker je bil zidak najden morda v Nipurju;  Muzej novoasirske erbilske civilizacije, Iraški Kurdistan
- Ur-Nammujev valjasti pečatnik, Britanski muzej[13]
- Ur-Nammujevo ime na valjastem pečatu, zapisano v standardnem klinopisu
- "Ur-Nammu, kralj Ura, kralj  Sumera in Akada" (𒌨𒀭𒇉: Ur-Nammu𒈗𒋀𒀊𒆠: Lugal Urimki 𒈠: ma𒈗𒆠𒂗𒄀: Lugal Kiengir 𒆠𒌵: Kiuri)
- Ustanovitveni kipec v obliki  klina z doprsnim kipom kralja Ur-Nammuja